# Julien Stevens
Julien Stevens (Mechelen, 25 de febrer de 1943) és un ciclista belga, ja retirat, que fou professional entre 1963 i 1977.
Com a ciclista amateur va guanyar el campionat nacional en ruta de 1962 i el campionat militar l'any següent. Com a professional destaca el Campionat de Bèlgica en ruta de 1968. L'any següent va participar en el Tour de França de 1969, on guanyà una etapa que li va servir per vestir el mallot groc durant quatre etapes. Aquell mateix any aconseguí la segona posició al Campionat del Món de ciclisme.
Combinant la pista amb la carretera, el 1973 fou campió nacional de persecució, madison i mig fons.

## Palmarès en ruta
- 1962
  - 1r de la Volta a la Província de Lieja i vencedor d'una etapa
- 1966
  - 1r del Circuit de Brabant Central
  - Vencedor d'una etapa de la Volta a Catalunya
- 1967
  - 1r del Circuit d'Hageland
- 1968
  -  Campió de Bèlgica en ruta
  - 1r del Gran Premi Pino Cerami
- 1969
  - 1r del Circuit d'Hageland
  - Vencedor d'una etapa al Tour de França
  - Vencedor d'una etapa de la Volta a Suïssa
- 1970
  - 1r del Circuit de l'Hageland
- 1971
  - 1r del Gran Premi Stad Vilvoorde
- 1973
  - 1r de la Ronse-Tournai-Ronse
  - 1r al Gran Premi Stad Sint-Niklaas
- 1974
  - Vencedor d'una etapa de la Volta a Bèlgica
- 1975
  - 1r del Tour de Flandes Oriental
  - Vencedor d'una etapa de la Volta a Espanya
- 1977
  - 1r de la Fletxa Côtière

### Resultats al Tour de França
- 1965. Abandona (9a etapa)
- 1966. Abandona (16a etapa)
- 1969. 72è de la classificació general. Vencedor d'una etapa. Porta el mallot groc durant 3 etapes
- 1971. 90è de la classificació general

### Resultats al Giro d'Itàlia
- 1967. Abandona
- 1972. Abandona
- 1973. 108è de la classificació general

### Resultats a la Volta a Espanya
- 1974. 34è de la classificació general
- 1975. 46è de la classificació general. Vencedor d'una etapa
- 1977. 52è de la classificació general

## Palmarès en pista
- 1968
  -  Campió de Bèlgica de Persecució
- 1971
  - 1r dels Sis dies de Milà, amb Eddy Merckx
- 1972
  - 1r dels Sis dies de Gant, amb Patrick Sercu
  - 1r dels Sis dies de Mont-real, amb Norbert Seeuws
- 1973
  -  Campió de Bèlgica de Madison, amb Patrick Sercu
  - 1r dels Sis dies de Milà, amb Patrick Sercu
- 1974
  - 1r dels Sis dies de Gant, amb Graeme Gilmore
- 1976
  -  Campió de Bèlgica de Mig Fons